# Centro de Control y Prevención de Enfermedades de Corea del Sur
El Centro de Control y Prevención de Enfermedades de Corea del Sur o Korea Centers for Disease Control and Prevention, KCDC (en hangul, 질병관리본부; en hanja, 疾病管理本部) es una organización dependiente del Ministerio surcoreano del Bienestar y de la Salud, encargada de tareas como la coordinación del trasplante de órganos o la investigación sobre salud pública. Además, entre otras materias, es responsable de la prevención de enfermedades, las encuestas epidemiológicas, las cuarentenas, las vacunas y pruebas a la población, la investigación sobre las enfermedades infecciosas, las enfermedades crónicas o la sintomatología. La organización fue fundada en diciembre de 2003 y está ubicada en el complejo de administración de la tecnología de la salud de Osong, en Cheongju.

## Historia
- 1949: en el mes de julio se crea el Central Health Centre, bajo el amparo del Ministerio de Salud.
- 1960: en enero se cambia el nombre por el de Central Health Institute.
- 1960: en agosto vuelve a cambiar a National Institute of Health
- 1963: en diciembre se fusiona con el National Chemical Laboratories, el National Laboratory of Herb Medicine y el National Institute of Public Health Training.
- 1967: en febrero se cambia el nombre a National Institute of Public Health Training.
- 1981: en noviembre, cambia a National Institute of Health
- 1994: en diciembre, se reorganiza bajo el Ministry of Health and Welfare
- 2003: en diciembre se crea el KCDC
- 2010: en diciembre cambia su sede a Osong.[2]

## Organización

### Dirección del KCDC
- Administración
- Oficina de planificación y coordinación
- Center for Public Health Emergency Preparedness and Response
- Center for Infectious Disease Control
- Center for Laboratory control of Infectious Diseases
- Center for Disease Prevention
- Center for Korean Network of Organ Sharing

### Agencias
- Korea National Institute of Health (KNIH, (en hangul, 국립보건연구원))
- National Quarantine Station ((en hangul, 국립검역소))
  - Incheon Airport Quarantine
  - Gunsan Quarantine
  - Ulsan Quarantine
  - Busan Quarantine
  - Mokpo Quarantine
  - Gimhae Quarantine
  - Incheon Quarantine
  - Yeosu Quarantine
  - Pohang Quarantine
  - Masan Quarantine
  - Tongyeong Quarantine
  - Donghae Quarantine
  - Jeju Quarantine